# Gustavo Adolfo Rosales Escobar
Gustavo Adolfo Rosales Escobar (ur. 26 sierpnia 1964 w Valparaiso) – chilijski duchowny rzymskokatolicki, biskup San Jacinto od 2025.

## Życiorys

### Prezbiterat
Święcenia kapłańskie przyjął 26 października 1991 i został inkardynowany do archidiecezji Cuenca. Pracował głównie jako duszpasterz parafialny, był też m.in. wikariuszem biskupim oraz wykładowcą i rektorem seminarium w Cuenca.

### Episkopat
3 czerwca 2022 papież Franciszek mianował go biskupem pomocniczym Guayaquil ze stolicą tytularną Glavinizza. Sakry udzielił mu 6 sierpnia 2022 arcybiskup Luis Cabrera Herrera.
31 stycznia 2025 papież Franciszek mianował go biskupem diecezji San Jacinto.